# Bhakti
Bhakti (sanskrit भक्ति) är en term inom framförallt hinduismen med betydelsen villkorslös kärlek och gudskärlek inför den högste guden. Utövaren av bhakti kallas bhakta. Enligt bland andra Bhagavata Purana förekommer bhakti i nio distinkta former.
Bhakti representerar en reform av den vediska traditionen som gjorde det möjligt för människor i alla klasser att bli frälsta, såsom kvinnor, bönder, handelsmän och tjänare. Majoriteten av dagens hinduer tillhör bhaktifromheten. Bahkti (hängivelse) innebär ett personligt och kärleksfullt förhållande till Gud. Den viktigaste centrala praxis i bahkti är tillbedjan av en personlig gud. Denna viktiga hinduistiska strömning, bahakti, utvecklades från omkring år 400 och gudar som Vishnu och Shiva lyftes då fram. Förutom de tidigare hinduistiska verken, Bhagavadgita och Ramayana, kom även den vishnuitiska alvar och den shivaitiska nayanmar-poesin (ca 500-800) samt de olika purantexterna att spela stor roll. Centrala begrepp inom bhaktiteologin är: prema ("osjälvisk kärlek"), prapatti ("tillflykt" eller "underkastelse" under Gud) samt prasad ("nåd"). Genom underkastelse och kärlek till Gud står vägen för räddning öppen, oavsett kasttillhörighet, för alla människor, genom Guds nåd.